# Лукас (округ, Айова)
Лукас, также Лью́кас (англ. Lucas County) — округ в США, штате Айова. На 2000 год численность населения составляла 9422 человек. По оценке бюро переписи населения США в 2009 году население округа составляло 9179 человек. Административным центром является крупнейший в округе по численности населения город Шаритон.

## История
Округ Лукас был сформирован в 13 января 1846 года.

## География
Согласно данным Бюро переписи населения США площадь округа Лукас составляет 1115 км².

### Основные шоссе
- Шоссе 34
- Шоссе 65
- Автострада 14

### Соседние округа
- Уоррен  (северо-запад)
- Марион  (северо-восток)
- Монро  (восток)
- Уэйн  (юг)
- Кларк  (запад)

## Климат
Согласно данным представленным Национальной метеорологической службой США в округе Лукас преимущественно влажный континентальный климат с жарким летом, который по классификации климатов Кёппена, сокращённо обозначается на климатических картах аббревиатурой «DFA».

## Демография
По данным переписи населения 2000 года в округе проживало 9422 жителей. Среди них 24,1 % составляли дети до 18 лет, 18,1 % люди возрастом более 65 лет. 50,8 % населения составляли женщины.
Национальный состав был следующим: 98,9 % белых, 0,2 % афроамериканцев, 0,2 % представителей коренных народов, 0,3 % азиатов, 1,4 % латиноамериканцев. 0,4 % населения являлись представителями двух или более рас.
Средний доход на душу населения в округе составлял $15341. 15,0 % населения имело доход ниже прожиточного минимума. Средний доход на домохозяйство составлял $41007.
Также 79,1 % взрослого населения имело законченное среднее образование, а 11,1 % имело высшее образование.